# Grzyby niższe

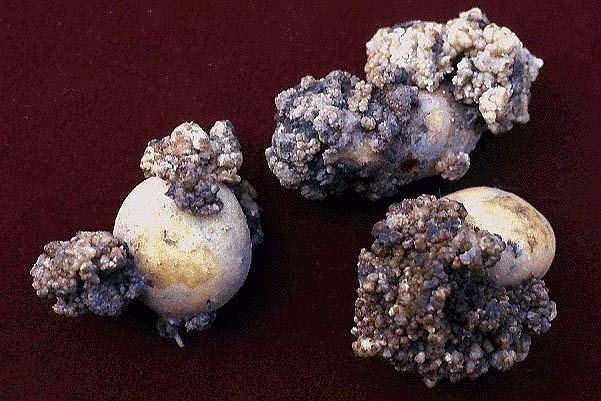
Synchytrium endobioticum wywołujący raka ziemniaka

Grzyby niższe – nieformalna nazwa nadawana różnym prymitywnym organizmom zaliczanym według niektórych ujęć taksonomicznych do grzybów nietworzącym owocników i produkującym w zarodniach nieokreśloną liczbę mejospor. Grupa ta przeciwstawiana jest tzw. grzybom wyższym z typów workowców i podstawczaków. Nazwa ta jest nieprecyzyjna i w zależności od ujęcia może dotyczyć różnych grup organizmów zaliczanych zarówno do królestwa grzybów, jak i protistów – m.in. takich jak skoczkowce, lęgniowce, sprzężniaki, przodorzęskowe, śluzowce, a nawet Saccharomycetes (należące do workowców).
W niektórych dawnych systemach taksonomii grzybów nazwa grzyby niższe była utożsamiana z wyróżnianą wówczas klasą glonowców (Phycomycetes).